# 제임스 1세 (스코틀랜드)

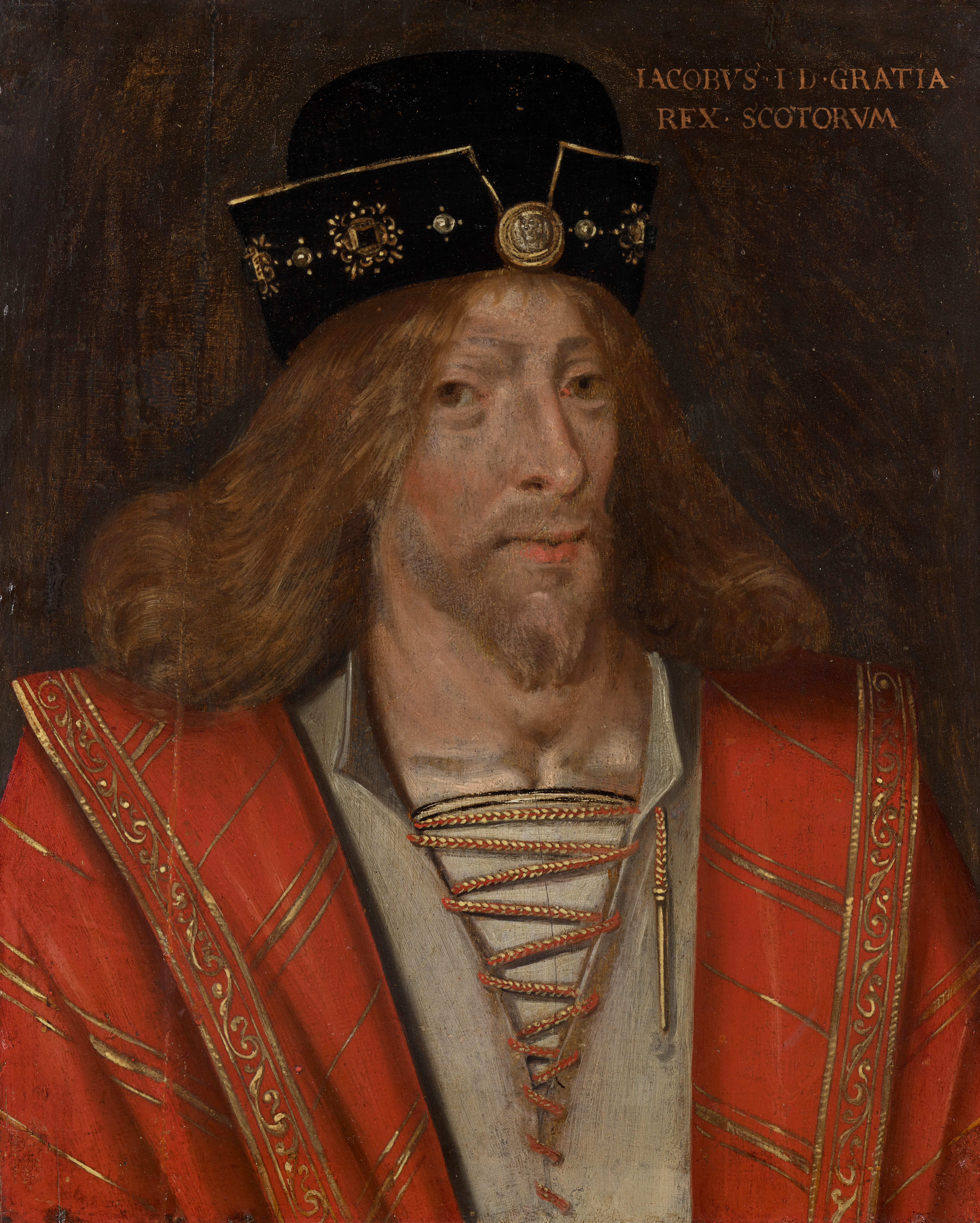
제임스 1세

제임스 1세(James I, 1394년 7월 25일경 ~ 1437년 2월 21일)는 스코틀랜드 스튜어트 왕조의 왕(재위: 1406년 4월 4일 ~ 1437년 2월 21일)이다. 로버트 3세의 셋째 아들인 그는 강력한 왕권으로 연방 정부의 세력을 굳건히 다졌으나 1437년 2월 로버트 그레이엄 경(Sir Robert Graham)에 의한 귀족 세력에 암살당하고 말았다.